# Frank Creyelman
Frank Creyelman, né le 10 août 1961 à Termonde est un homme politique belge flamand, membre du parti d’extrême droite Vlaams Belang jusqu'à son exclusion en 2023.
La presse (Der Spiegel, Financial Times et Le Monde) révèle, en décembre 2023, que Frank Creyelman a échangé contre rémunération, de 2019 à 2022, des centaines de messages avec un agent du renseignement chinois, le MSS, se faisant appeler « Daniel Woo ». Il est alors exclu du Vlaams Belang le 15 décembre 2023,. Le parquet fédéral belge ouvre une enquête en janvier 2024. Son frère, Steven Creyelman, est aussi membre du VB et est également impliqué dans l'affaire d'espionnage.

## Fonctions politiques
- conseiller communal à Malines (1995-)[5]
- sénateur coopté (1999-2007)
- député au Parlement flamand :
  - du 13 juin 1995 au 13 juin 1999
  - du 4 juillet 2007 au 25 mai 2014